# Immensa Aeterni Dei
Immensa Aeterni Dei (с лат. — «Безграничный вечный Бог») — апостольская конституция в форме папской буллы изданная Папой Сикстом V 22 января 1588 года. Конституция реорганизовала Римскую курию, учреждала постоянные Конгрегации кардиналов для консультирования Папы на различные темы. Основной задачей документа являлось обеспечение инструкций в осуждении или исправлении литературы, которая была против католической доктрины. Документ также имел право давать разрешение для отобранных людей читать книги, которые были запрещены. С тех пор апостольская конституция была заменена, совсем недавно, на конституцию Pastor Bonus Папы римского Иоанна Павла II.

## Образованные Конгрегации
Апостольская конституция Immensa Aeterni Dei привела к образованию 15 постоянных Конгрегаций:
- Верховная Священная Конгрегация Римской и Вселенской Инквизиции;
- Священная Конгрегация Сигнатуры;
- Священная Конгрегация по учреждению церквей;
- Священная Конгрегация обрядов и церемониала;
- Священная Конгрегация Индекса запрещённых книг;
- Священная Конгрегация Тридентского Собора;
- Священная Конгрегация по делам монашествующих;
- Священная Конгрегация по делам епископов;
- Священная Конгрегация издательства;
- Священная Конгрегация Анноны, защиты Рима и провинций;
- Священная Конгрегация по делам военно-морского флота;
- Священная Конгрегация социального попечения;
- Священная Конгрегация милости;
- Священная Конгрегация дорог, мостов и воды;
- Священная Конгрегация государственный консультации.